# إليانور كريبس كينيدي
إليانور كريبس كينيدي هي سيدة أعمال كندية، ولدت في 2 نوفمبر 1825 في لندن في المملكة المتحدة، وتوفيت في 4 أكتوبر 1913 في مانيتوبا في كندا.